# 666 사탄
666 사탄은 작가 키시모토 세이시가 제작한 일본의 만화이다. 월간 소년 간의 스퀘어 에닉스에서 2001년부터 2007년까지 연재되었다. 단행본은 전 19권이며, 영문판 제목은 O-Parts Hunter (오파츠 헌터)이다.

## 등장인물
- 지오 프리드 (JIO FREED): 짐승의 숫자 666, 사탄이 내재한 주인공. 프리덤 (FREEDOM)의 글자 O와 M을 FREED 뒤로 보낸 다음, M을 쪼개 J, I를 만든 뒤 O를 붙여 탄생된 이름이다. 왼쪽과 오른쪽 머리가 각각 5:5로 흑발, 백발의 외모를 가졌으며, 백발은 사탄의 영향이다. 왼쪽 손에 짐승의 숫자 666이 문신으로 새겨져 있다.
- 루비 크레센트: 히로인. 양 갈래 트윈테일의 파란 머리의 외모를 가졌다. 아버지는 젝트 크레센트며 암호 해독에 탁월한 재능을 갖고 있다.
- 볼: 드레드 머리를 하며 키린의 장아찌 돌을 오파츠로 사용한다. 지오의 라이벌이자 친구, 동료.
- 제로: 늑대로 지오 프리드의 스승이자, 동료.
- 키린: 오파츠 수리자이자 지오의 스승. 동생 쿠자쿠가 있다. 아버지가 물려주신 소중한 칼을 지니고 다니며 백발의 곱슬머리와 오른쪽 눈가에 생긴 직선의 흉터가 특징이다.
- 크로스: 작중 지오 안에 내재된 사탄에 의해 사랑하던 여동생을 잃게 되었다. 크로스의 목적은 그 사탄을 제거하는 것. 지오를 보며 초반에는 증오의 마음을 가지게 되었지만, 여동생과 닮은 동생 루비 크레센트의 모습을 보며 루비를 지키기 위해 힘쓰는데...

## 단행본
- 제 1권：ISBN 978-4-7575-0597-1
- 제 2권：ISBN 978-4-7575-0697-8
- 제 3권：ISBN 978-4-7575-0810-1
- 제 4권：ISBN 978-4-7575-0873-6
- 제 5권：ISBN 978-4-7575-0963-4
- 제 6권：ISBN 978-4-7575-1072-2
- 제 7권：ISBN 978-4-7575-1143-9
- 제 8권：ISBN 978-4-7575-1220-7
- 제 9권：ISBN 978-4-7575-1296-2
- 제 10권：ISBN 978-4-7575-1363-1
- 제 11권：ISBN 978-4-7575-1454-6
- 제 12권：ISBN 978-4-7575-1551-2
- 제 13권：ISBN 978-4-7575-1624-3
- 제 14권：ISBN 978-4-7575-1701-1
- 제 15권：ISBN 978-4-7575-1796-7
- 제 16권：ISBN 978-4-7575-1983-1
- 제 17권：ISBN 978-4-7575-2026-4
- 제 18권: ISBN 978-4-7575-2129-2
- 제 19권: ISBN 978-4-7575-2216-9

## 같이 보기
- 나루토 질풍전